# Abbazia di Loc-Dieu

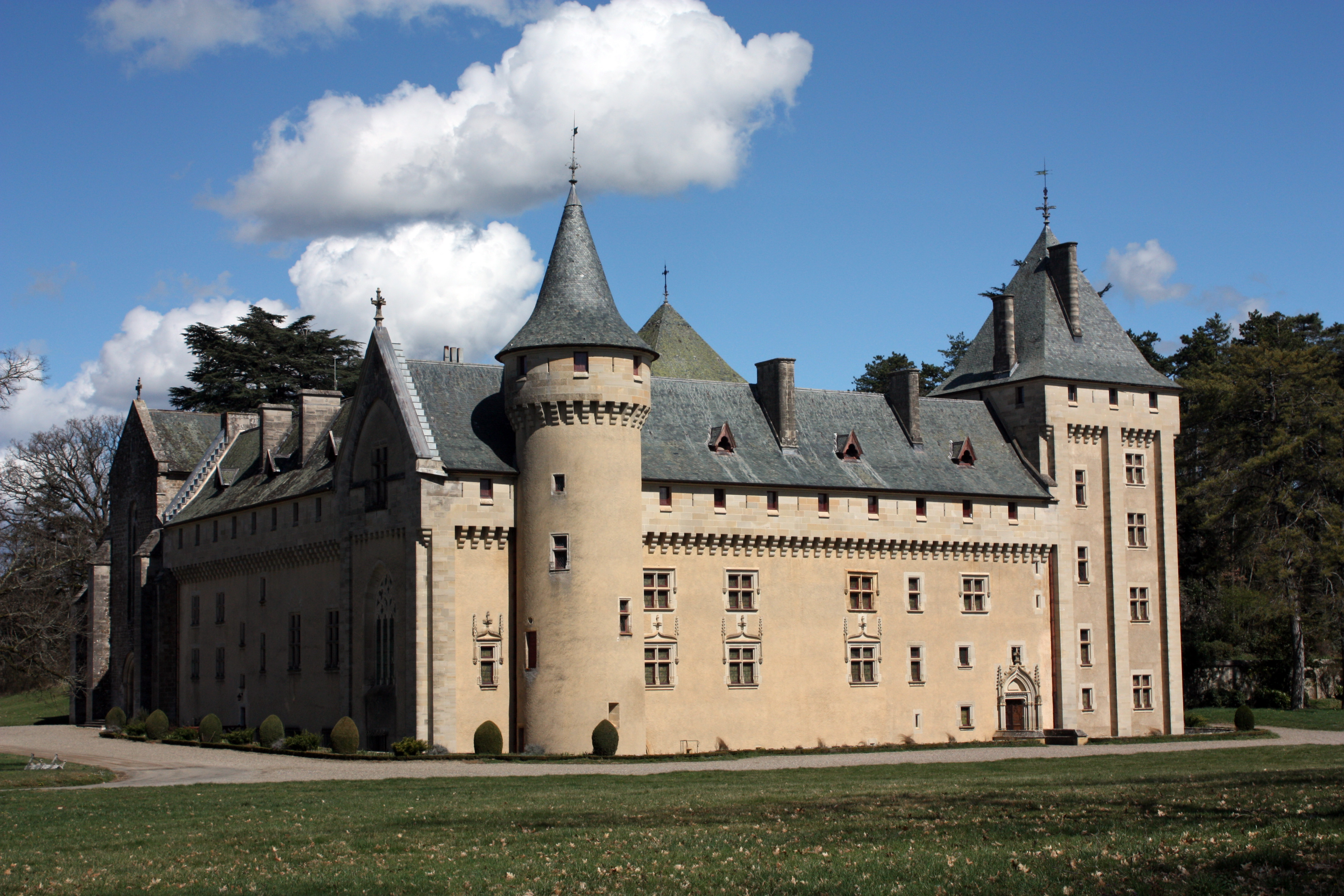
Abbazia di Loc Dieu

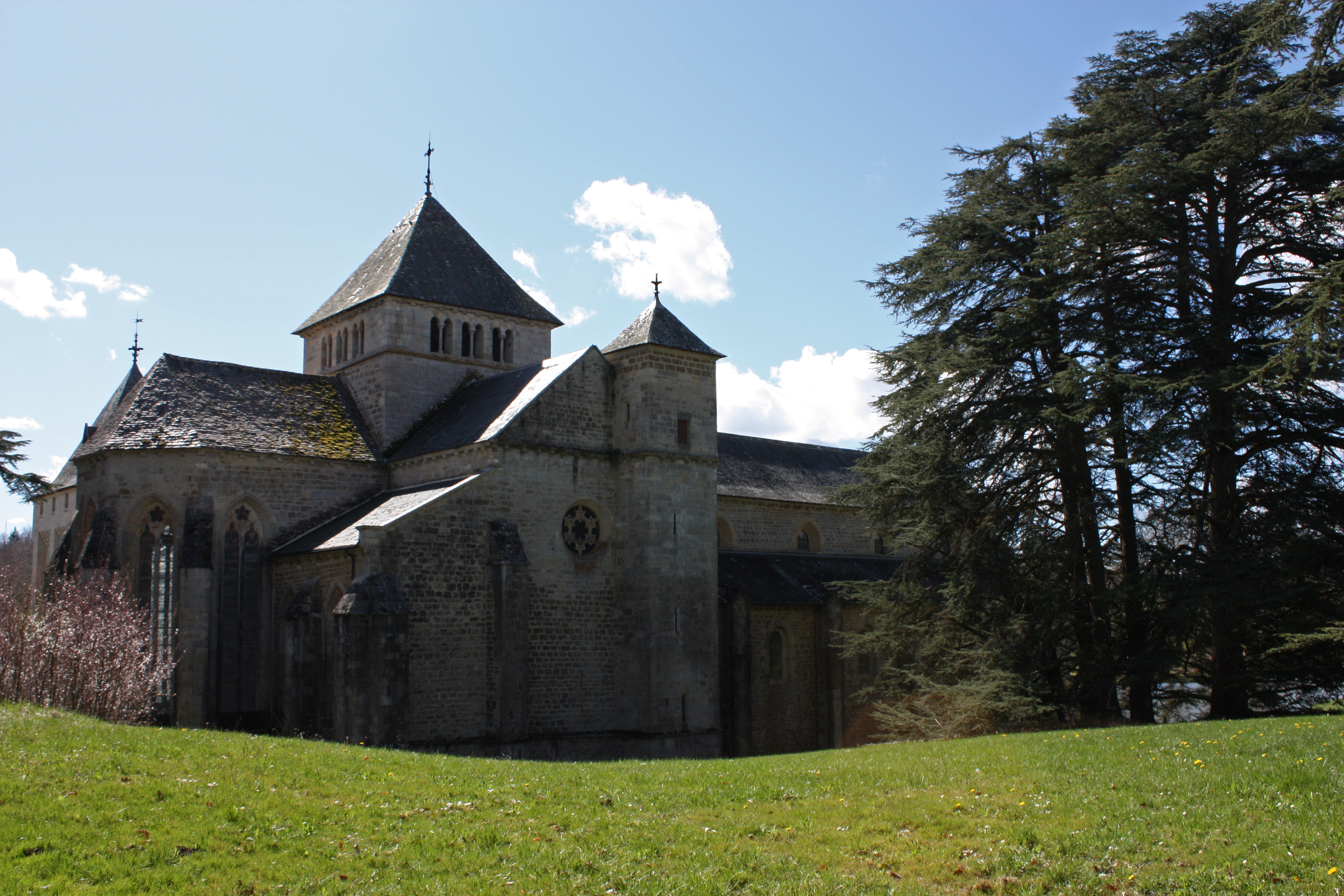
Abbazia di Loc Dieu – Lato nord

L' abbazia de Loc-Dieu è un'abbazia cistercense situata a Martiel, in Francia nel dipartimento di Aveyron. È un'abbazia fortificata, oggi di proprietà privata.

## Storia

### Fondazione
In una regione di dolmen e di briganti, Roger, secondo abate di Dalon nel Limosino, inviò nel 1123 tredici monaci nel Rouergue affinché fondassero la prima abbazia nello spirito di Cîteaux. La data di fondazione è incerta: 21 marzo 1123 o 1124. Si sa comunque che il 25 maggio 1124 Arduino di Parisot fece un'importante donazione ai frati di Loc-Dieu, il che lo ha fatto considerare come fondatore dell'abbazia. Il vescovo di Rodez, Aimaro III, donò loro la chiesa e le decime di Colombiers. In seguito furono dei signori locali che concessero all'abbazia rendite e terre.
Le città scelta, benché facente parte del causse di Limogne, è geologicamente rimarchevole. Una sacca di argilla gli vale acqua e grandi boschi, rifugio ideale dei rapinatori della via tra Rodez a Cahors. Città dunque ben malfamate che si meritavano il soprannome di locus diaboli, il luogo del diavolo. Le mescolanze di monaci e briganti sono divenute leggendarie.
Con la benedizione del vescovo di Rodez, il luogo divenne, qualche anno dopo, locus Dei, cioè "il luogo di Dio".. L'abbazia, con sua madre, non s'inserì ufficialmente nell'Ordine di Citeaux che nel 1162.
Tra il 1134 e il 1144, bisogna citare negli atti di donazione Étienne de Podiolongo, Raymond de Sévérac, Flotard de Belcastel, Robert de Castelmari e Guglielmo de Bonnefous. Poi, Raymond de Saint-Grat, Reine, e Odolric de Maleville, Adhémar de Balzac, Pierre de Castelnau, Bégon de Saunhac…
Fu solo nel 1134 che il monastero de Loc-Dieu fu eretto in abbazia. Nel novembre 1134, i monaci riuniti in assemblea capitolare elessero all'unanimità dom Willemus (Guglielmo). Dom Amelius, eletto l'11 luglio 1144, diede inizio nel 1159 alla costruzione della chiesa.

### Sviluppi
L'abbazia di Loc-Dieu inviò alcuni monaci per fondare l'abbazia dei Chambons nel 1152.
Nel 1162, tutte le abbazie fondate da Géraud de Salles e le loro abbazie figlie furono unite all'Ordine cistercense, affiliandole all'abbazia di Pontigny.
Quando nel dicembre 1177, Arbert fu eletto abate di Loc-Dieu, l'abbazia era coperta di debiti, che erano stati contratti per la costruzione della chiesa, del monastero e forse anche per l'abbazia dei Chambons, affiliata a Loc-Dieu. L'abbazia di Dalon non poteva venire in aiuto e quindi si dovette cercare di affiliare l'abbazia di Loc-Dieu a quella di Pontigny. I monaci di quest'ultima, non potendo sostenerne i costi, l'abbandonarono. L'abate nel 1178 decise di sottomettere l'abbazia a quella di Bonneval in cambio di 20 000 soldi. L'abate di Bonneval inviò questa somma che ripianò il deficit e poi mise in comune i beni dei due monasteri.
Nel 1212, l'abbazia di Dalon s'inquietò per l'annessione di fatto dell'abbazia di Loc-Dieu da parte di quella di Bonneval e l'abate di Dalon ottenne dal Capitolo generale dell'Abbazia di Cîteaux di restituire l'indipendenza all'abbazia di Loc-Dieu, ma l'abbazia di Chambons divenne "figlia" di quella di Bonneval.
Nel 1259, l'abate Giovanni II fu sospettato di catarismo e obbligato a dimettersi.
Dopo le vicissitudini della guerra albigese, vi fu quella dei Cento anni. Nel 1411, il Rouergue fu devastato e il monastero incendiato. Fortunatamente l'enorme chiesa abbaziale e la sala capitolare rimasero intatte. Con difficoltà e grazie a due famiglie, i Volonzac e i Firminhac, che gli diedero degli abati, il monastero ricostruì gli edifici monastici fortificandoli massicciamente.
Giovanni V di Lettes fu il primo abate commendatario. Egli era già vescovo di Montauban e di Béziers. Egli fece governare la diocesi di Montauban da Pierre de Bisquère, vescovo di Nicopoli in partibus. Nel 1543 scambiò il vescovado di Béziers in cambio dell'abbazia di Moissac; convertitosi poi al protestantesimo, si sposò e fuggì a Ginevra.

### Dopo la Rivoluzione
Il 1793 fu l'ultimo anno monastico di Loc-Dieu, a causa della sua vendita come bene della Chiesa. Lo scadente stato del suo edificio fu la causa di questo trattamento eccezionale. Maltenuto a causa dell'uso agricolo che ne fu fatto, fu acquistato nel 1812 dalla famiglia Cibiel di Villefranche-de-Rouergue, i cui discendenti lo occupano tuttora. Salvato dalla rovina, consolidato, esso offre ancora oggi lo spettacolo imponente di una fortezza, adiacente da un lato alla chiesa e ospitante al suo interno una sala capitolare e un chiostro che circonda una profusione di fiori.
Nel 1940, durante la débâcle, i più bei dipinti del Louvre furono custoditi a Loc-Dieu per un'estate, ma l'umidità del luogo ne impedì la conservazione ulteriore a Loc-Dieu.
Il parco, che circonda l'abbazia, mescola, come ai tempi dei monaci, agricoltura, selvicoltura e piscicoltura.
La sua particolarità geologica e un microclima eccezionale lo rendono del tutto insolito, per il suo lussureggiare e i suoi grandi alberi, in un ambiente di causse secco. Lo stagno è sempre animato di varietà di anatre, oche, cigni o aironi. I numerosi viali offrono ai camminatori diversi tipi di bosco, dalle fustaie di vecchie querce fino ai boschi di abeti, inusuali in questa regione. Un percorso di guardia di 80 scalini, costruito sul punto culminante del parco, completa la passeggiata con un panorama di assoluta bellezza.  Si deve molto a Jean Darcel, parente prossimo di Cibiel, che si distinse nella creazione delle Buttes-Chaumont, del parco Monsouris e della Grande Cascade del Bois de Boulogne.
L'abbazia e il suo parco di 40 ettari, proprietà della famiglia Masson-Bachasson de Montalivet, discendenti di Cibiel, sono oggi aperti ai visitatori.

## Architettura

### Chiesa abbaziale
Iniziata nel 1159 in stile romanico, fu acquisita nel 1189 dagli architetti borgognoni della sua abbazia-madre di Pontigny, già familiarizzati con lo stile gotico. Quindi, mentre le navate laterali, con volte a tutto sesto, sono ancora puramente romaniche, il coro ad angoli smussati è nettamente gotico. L'attenzione posta nell'acustica da parte dei monaci è rivelata dai numerosi vuoti di risonanza nelle volte. La chiesa ha attraversato senza danni i secoli e si presenta oggi nella sua originale purezza, fedele alla tradizione cistercense, ove semplicità e sobrietà non escludono affatto la bellezza. Qui nessuna scultura, né vetrate colorate e né dipinti suscettibili di distogliere l'attenzione dovuta alla preghiera. La pietra color ocra appare in tutto il suo splendore, messa in risalto dalla luce del sole, poiché la chiesa è "bagnata" a tutte le ore dai suoi raggi che "esplodono" sul colore della pietra. Purezza di forme, austerità di decoro per la meditazione.

### Il chiostro gotico
Ricostruito nel XV secolo, ha rimpiazzato il primo chiostro, incendiato dalle truppe inglesi. Lo stile è spoglio e massiccio, in conformità con lo spirito cistercense. Ne rimangono tre lati (est, sud e ovest). A livello del giardino centrale si trova il pozzo, mentre sul lato est si apre la sala capitolare del XIII secolo. Essa presenta tre campate leggermente aperte sul chiostro. Le ali sud e ovest del chiostro erano sormontate da una galleria coperta le cui aperture in archi ribassati annunciano già il Rinascimento.

### Gli edifici monastici
Essi furono fortificati nel XV secolo, ciò che dona all'abbazia l'apparenza di un castello fortificato. L'edificio per i monaci (ala est), al di sopra della sala capitolare, fu trasformato verso il 1840, mentre l'ala dei conversi (ala ovest) e l'ala sud furono restaurati verso il 1880.

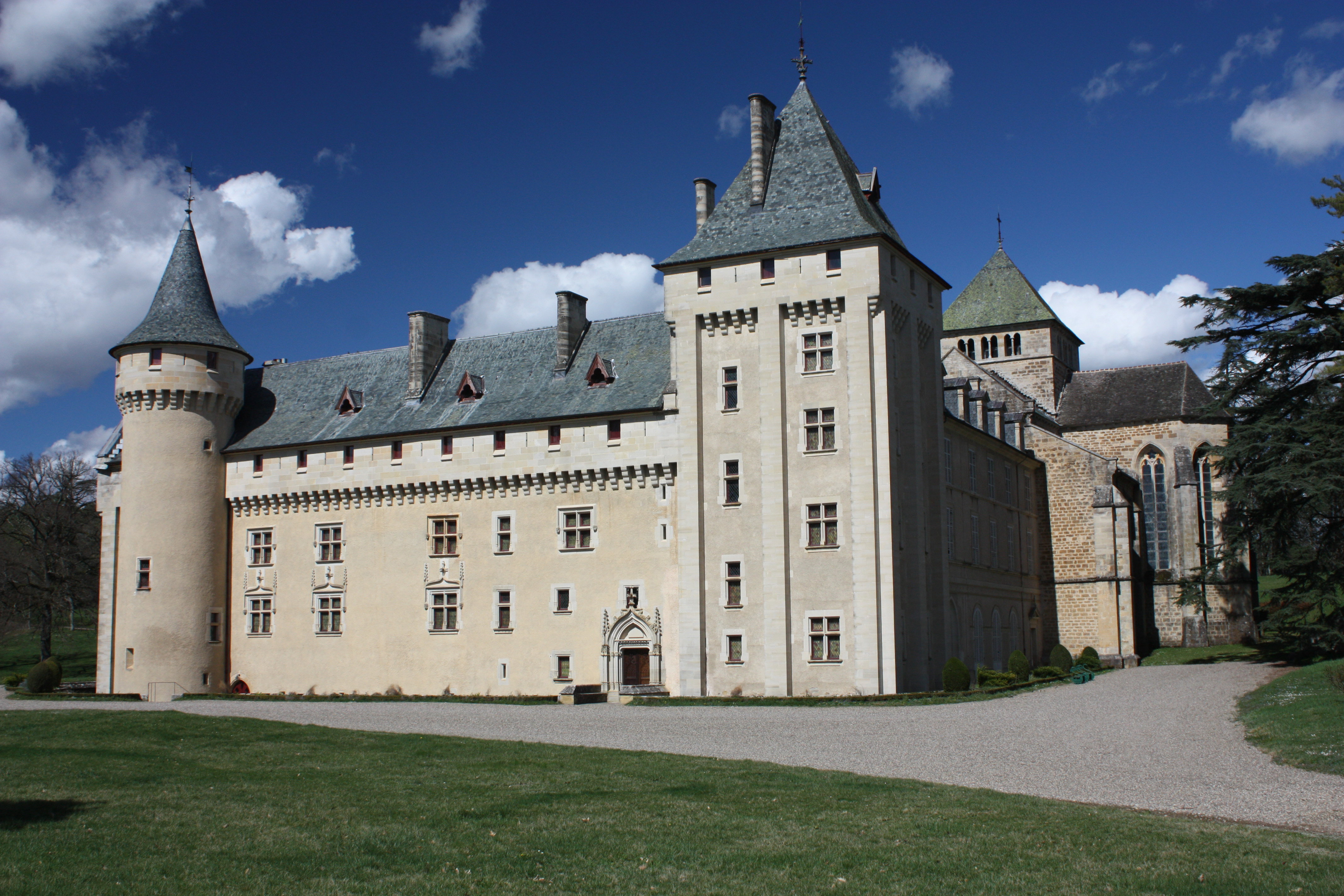
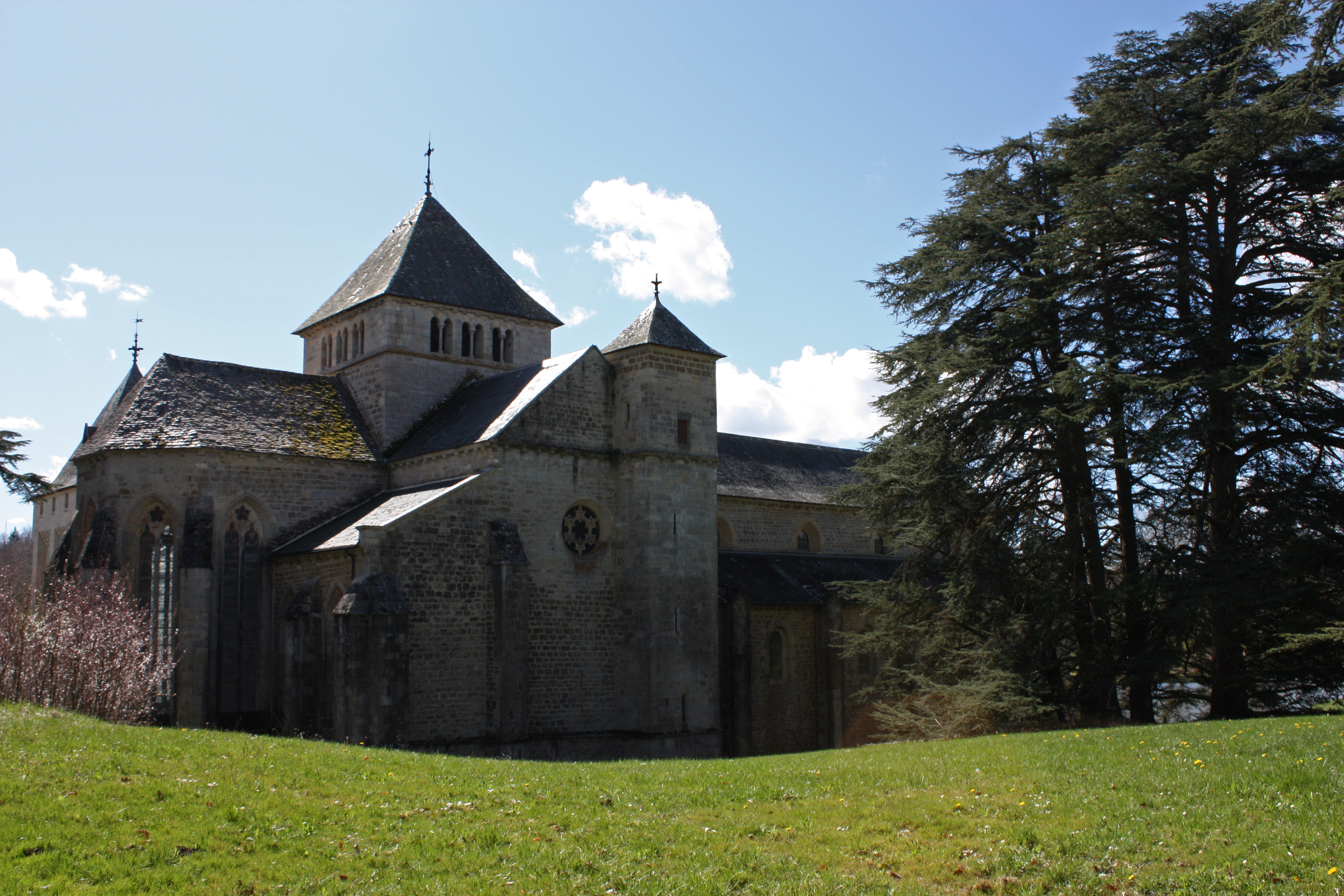
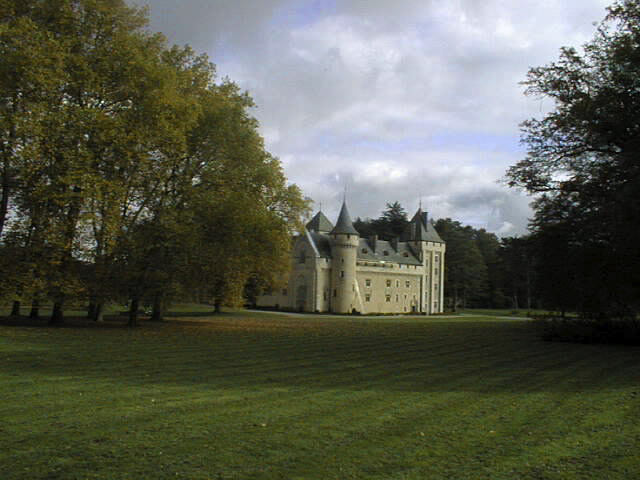
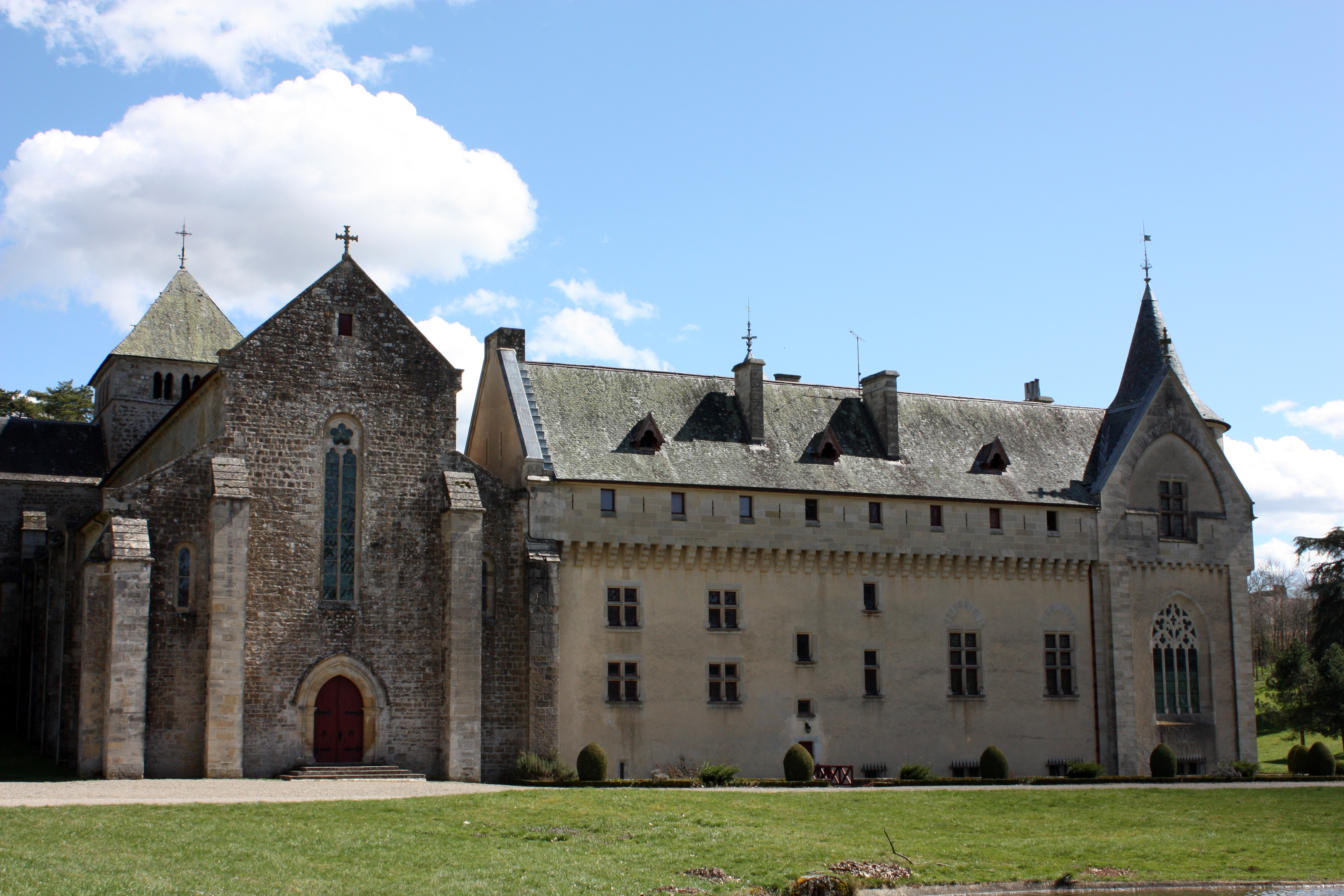
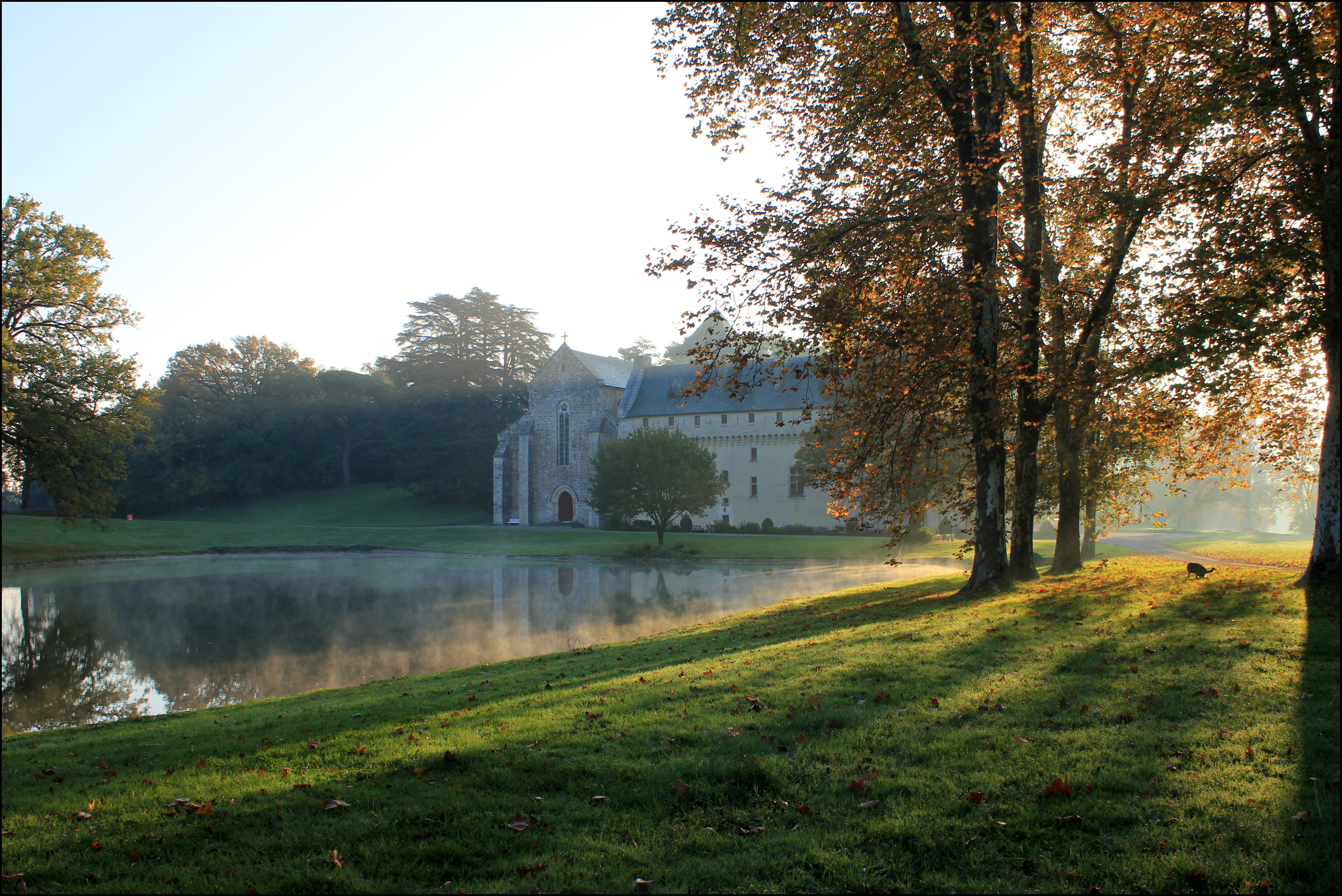
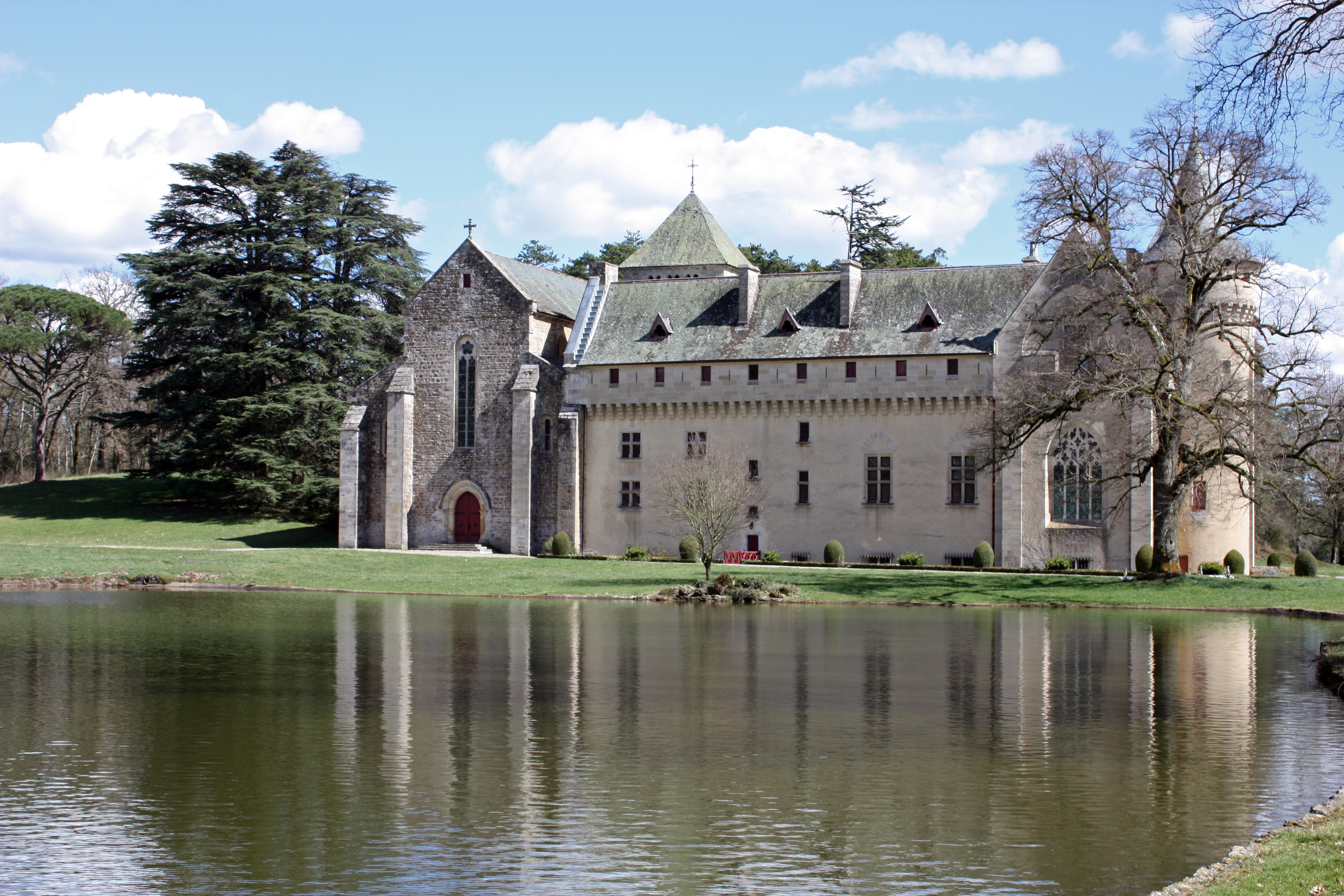
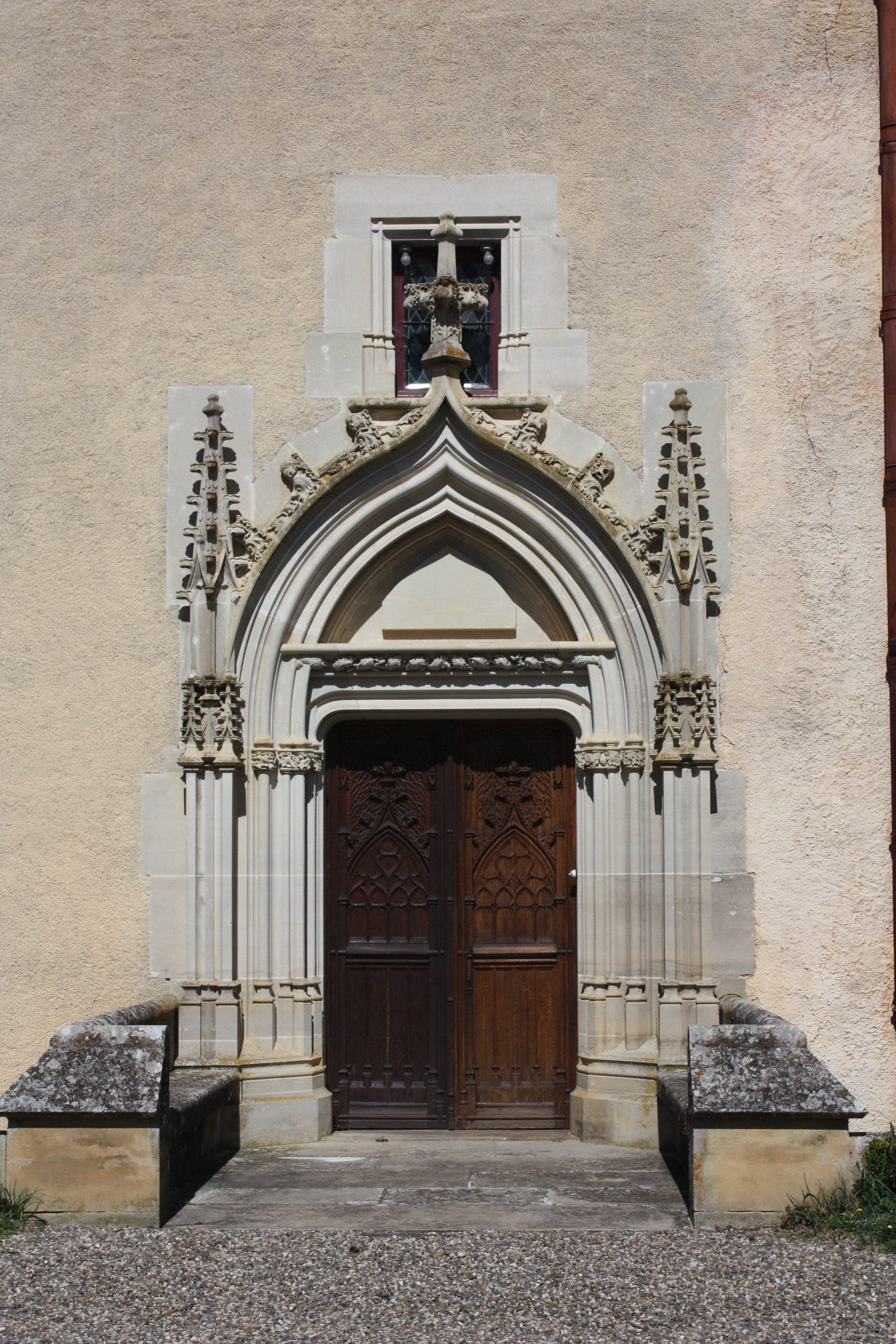
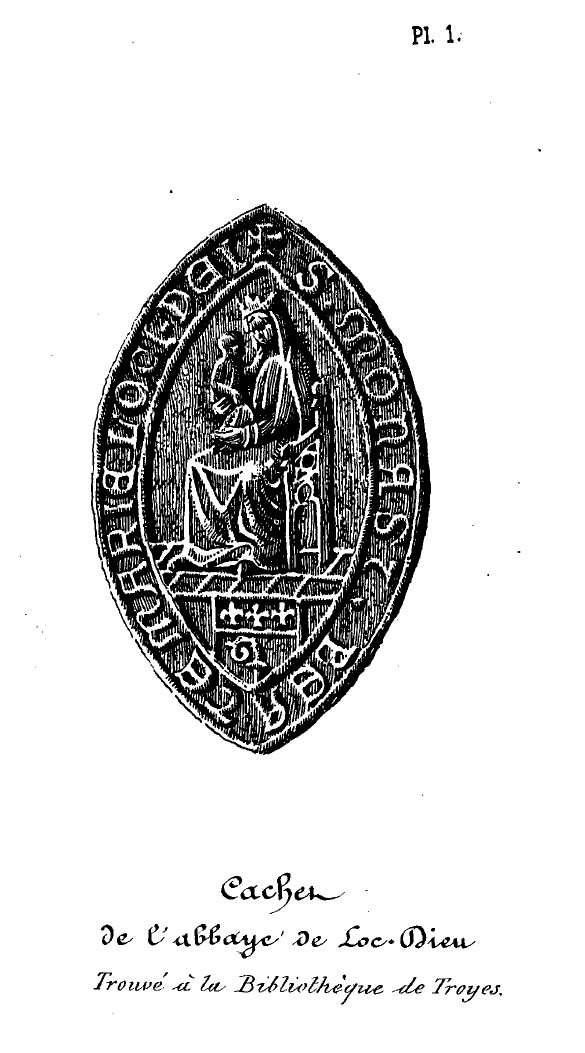
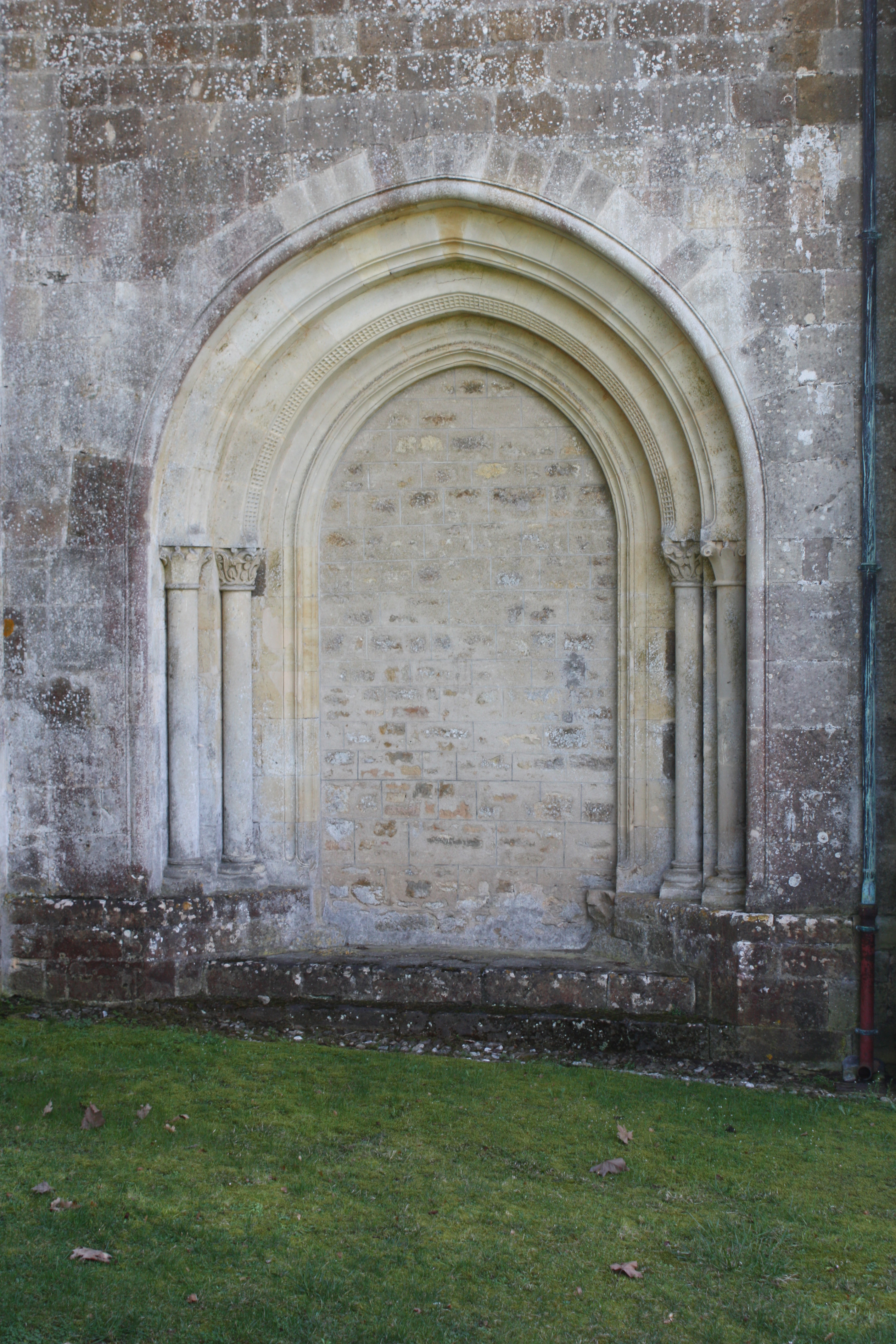

## Elenco degli abati

### Abati del XII secolo
- Guglielmo, monaco venuto dall'abbazia di Dalon, eletto nel 1134.
- Amelio, eletto nel 1144, cominciò la costruzione della chiesa nel 1159. Nel 1152, l'abbazia di Loc-Dieu aiutò a fondare l'Abbazia dei Chambons, nel Vivarais, a qualche chilometro dall'abbazia di Mazan, fondata nel 1123.
- Guglielmo II de la Cassagne, trasferito all'abbazia Notre-Dame de Feuillant (o Feuillans), dalla diocesi di Rieux, fondata nel luglio 1162.
- Arnaud, eletto nel 1162. Tutte le antiche fondazioni di Géraud de Salles, di cui faceva parte l'abbazia di Dalon, furono incorporate nell'ordine cistercense, nella la filiazione di Pontigny, nel 1162.
- Stefano 1, abate nel 1169, dimessosi nel 1175.
- Guglielmo III de la Cassagne. Era già stato abate nel 1162 - notare Guglielmo II più sopra – prima di essere trasferito. Occupò la carica solo per 18 mesi.
- Aubert, in dicembre 1177. L'abbazia era coperta di debiti al momento della sua elezione, contratti per la costruzione della chiesa, del monastero e forse del monastero di Chambons. Non potendo l'abbazia di Dalon aiutarla, cercò subito di affiliare l'abbazia di Loc-Dieu a quella di Pontigny. L'abate decise di sottomettere nel 1178 la sua abbazia a quella di Bonneval in cambio di 20 000 soldi. L'abate di Bonneval inviò questa forte somma, che ripianò il debito. L'abate di Bonneval mise allora in comune i beni dei due monasteri. Egli rimase abate per quattro anni, poi si dimise.
- Pierre I, abate nel 1181.
- Guglielmo IV, s'insediò nel 1191.

### Abati del XIII secolo
- Guglielmo V. Divenne abate nel 1199. Certi autori fanno dei due Guglielmo la stessa persona.
Egli si dimise nel 1213. Nel 1212, l'abbazia di Dalon si era inquietata per l'annessione di fatto dell'abbazia di Loc-Dieu da parte di quella di Bonneval, l'abate di Dalon ottenne dal Capitolo generale di rendere l'indipendenza all'abbazia di Loc-Dieu, ma l'abbazia di Chambons divenne la «figlia» di Bonneval.
- Bernardo I, Fu abate fino alla morte, avvenuta nel 1235.
- Giovanni, eletto il 13 giugno 1235, morto il 19 ottobre 1248.
- Pierre II, eletto in novembre 1248. Si dimise dopo 18 mesi.
- Guy I, eletto nel maggio 1249 e morto nel medesimo anno.
- Giovanni II. Accusato di aver abbracciato l'eresia catara, fu citato al Capitolo generale dell'abbazia di Cîteaux nel 1259. Accusato di aver spogliato un'immagine della Vergine dei suoi ornamenti e mangiato carne in giorni di astinenza, fu deposto. Gli fu vietato di uscire dal monastero salvo che per lavorare con gli altri frati.
- Bernardo II, eletto il 30 dicembre 1260, morto in agosto del 1269.
- Bernardo III, nipote del precedente. Gli successe e morì nel 1281.
- Guglielmo VI, morto il 30 settembre 1301.

### Abati del XIV secolo
- Elia, morto in agosto del 1320.
- Bernardo IV di Saumade. Abate il 1º settembre 1320, morto nell'ottobre 1324.
- Pons, abate nel 1324, si dimise nel 1357.
- Durand I de Prades, morto nel 1371.
- Giovanni III, abate fino al 1380.
- Raimondo I de Saumade, abate dal 1380 al 1392.
- Géraud Vincent, eletto abate il 30 ottobre 1392, morì il 30 novembre 1407.

### Abati del XV secolo
- Raimondo Amélie, abate dal 23 dicembre 1409. Nel 1411, gli Inglesi saccheggiarono il monastero. Si dimise in favore di suo nipote.
- Raimondo Amélie II, morto il 6 febbraio 1428.
- Durand II de Prades, eletto abate il 3 aprile 1428, morì nel febbraio 1434.
- Deodato di Firminhac, originario di Conques. Eletto quindici giorni dopo il precedente nel 1434. Egli trascorse tutto il suo abbaziato a ricostruire gli edifici demoliti dagli inglesi o a ripararli. Si dimise nel 1446, in favore del successivo.
- Stefano II de Rebayrol. Eletto nel 1446, morto nel 1454.
- Pons-Guglielmo II, morto il 29 aprile 1464.
- Durand III de Nadase, fu abate per due anni.
- Giovanni IV Boisset, abate dal 1466 alla morte, avvenuta nel 1468.
- Stefano III di Firminhac, eletto il 1º ottobre 1468, si dimise nel 1480 e morì nel 1498.
- Raimondo II di Firminhac, morì il 6 dicembre 1499.

### Abati del XVI secolo
- Guglielmo VII o IV, morto nel 1511.
- Pierre III, morto il 1º maggio 1523.
- Antonio di Volonzac-Malaspina, si dimise nel 1538 in favore del successivo e morì nel 1542.
- Stefano IV di Volonzac-Malaspina, nipote del precedente, morto il 14 ottobre 1557.
- Giovanni V de Lettes, primo abate commendatario. Era già vescovo di Béziers e di Montauban. Egli affidò il governo della diocesi di Montauban a Pierre de Bisquère, vescovo in partibus di Nicopoli del Ponto, suo gran vicario. Avendo scambiato il vescovado di Béziers con l'abbazia di Moissac, si trasferì a Montauban. Innamoratosi di Armande de Durfort, vedova di Déjean de Bousquet, acquistò la signoria di Beauvais, vicino a Montauban, per incontrarla più facilmente. Si convertì poi al protestantesimo per poterla sposare. Temendo di essere punito, si rifugiò a Ginevra, vicino alla quale acquistò la baronia di Eaubon. Prima di trasferirsi a Ginevra, trasmise il vescovado di Montauban e l'abbazia di Loc-Dieu a suo nipote.
- Giacomo I Desprez, figlio di Antoine de Lettes-Desprez de Montpezat, maresciallo di Francia. Fu decano del capitolo di Montpezat-de-Quercy e vescovo di Montauban.
- Pietro IV La Clède, abate dal 1591 fino alla sua morte, avvenuta nel 1601.

### Abati del XVII secolo
- Pietro V La Brune, abate per due mesi.
- Guy II de La Porte, abate dal 1602 al 1604.
- Giacomo II di Lévis de Pestels, fu abate di Loc-Dieu per tre mesi. Sua madre, Jeanne de Lévis, contessa di Caylus, aveva ricevuto le rendite dell'abbazia sotto i tre precedenti abati. Al suo decesso, nel 1622, la contessa di Caylus donò l'abbazia di Saint-Georges de Salvagnac, nella diocesi di Cahors.
- Giovanni VI di Lévis de Pestels de Caylus, fratello della contessa di Caylus, primo elemosiniere della regina Margherita di Valois. Fu provvisto dell'abbazia nel 1605. Prese l'abito monastico e ristabilì la disciplina nell'abbazia. Si dimise in favore del pronipote nel 1623. Morì il 30 maggio 1643.
- Gabriele di Lévis de Pestels de Tubières, nominato nel 1623 e morto nel seminario di Saint-Sulpice nel marzo 1677.
- Francesco di Fontanges de Maumont, morto il 16 agosto 1684.
- Claude Fleury, precettore del principe di Conti, nel 1672, poi del conte di Vermandois, nel 1680. Fu nominato abate di Loc-Dieu il 1º settembre 1684. Divenne sotto-precettore del duca di Borgogna Luigi di Borbone-Francia, del duca d'Angiò Filippo e del Duca di Berry Carlo di Borbone-Francia, associato a Fénelon. Si dimise nel 1706 dopo aver ricevuto il priorato di Argenteuil.

### Abati del XVIII secolo
- Francesco di Carbonnel de Canisy, vescovo di Limoges, nominato il 4 aprile 1706, si dimise poco dopo.
- Yves de Raymond-Modène de Villeneuve de Pomerols, successore fino al 1727.
- Luigi Francesco Giuseppe Bocaud, vescovo di Alet, morto il 6 dicembre 1762.
- Giuseppe-Alberto di Gaston, figlio di Bernardo, signore di Larquiez, e di Giovanna di Balzac. Fu abate di Loc-Dieu nel 1763. Fu sotto-precettore degli infanti di Francia, primo elemosiniere del conte d'Artois e vescovo di Thermes in partibus. Morì a Parigi nel 1785.
- Charles-Édouard Drummond de Melfort, elemosiniere di Carlo Edoardo Stuart, che fu suo padrino, protonotario apostolico. Nominato poco dopo la morte del precedente. Rimase fino alla Rivoluzione. Morto a Roma nel 1840.